# Siberische witte kraanvogel
De Siberische witte kraanvogel of Siberische kraanvogel (Leucogeranus leucogeranus) is een soort kraanvogel die ernstig met uitsterven is bedreigd.

## Beschrijving
Volwassenen zijn geheel wit, met uitzondering van zwartgekleurde handpennen (de buitenste veren) en een rode vlek van de snavel tot achter het oog. Ze hebben gele irissen en roodachtige poten. Mannetjes kunnen 140 cm groot worden en meer dan 10 kilo wegen. Vrouwtjes zijn iets kleiner dan manntjes en hebben iets kortere snavels. Juvenielen zijn bruinig en hebben blauwe ogen, die na zes maanden geel worden.
Ze zijn omnivoor en voeden zich met onder meer waterplanten, bessen, zaden, knaagdieren, vissen en insecten.
De soort migreert over enorme afstanden. De vogels broeden in de moerasachtige toendra's en taiga's van Jakoetië (Rusland) en westelijk Siberië. De oostelijke populatie overwintert langs de Yangtze en het Poyangmeer in China, de centrale populatie overwintert in Nationaal Park Keoladeo in India en de westelijke populatie overwintert in Fereidoonkenar en Isfahan in Iran.
De Siberische witte kraanvogel leeft in drasland en is de meest aquatische soort van de kraanvogels.
Het Guinness Book of World Records vermeldt een Siberische witte kraanvogel die de langst levende vogel zou zijn geweest. Deze vogel, Wolf genaamd, werd 82 jaar oud en overleed in het International Crane Center in de Amerikaanse staat Wisconsin in 1988.

## IUCN-status als ernstig bedreigde soort
De grootte van de populatie werd in 2018 door BirdLife International geschat op 3500 tot 4000 individuen op grond van tellingen uitgevoerd in 2008, 2011 en 2012. De populatie-aantallen nemen af door habitatverlies. De oostelijke populatie, die in China overwintert en 95% van de totale populatie uitmaakt, wordt bedreigd door droogleggingen veroorzaakt door de Drieklovendam. Ook jacht en oliewinning zijn belangrijke bedreigingen. De Indiase populatie is waarschijnlijk al helemaal verdwenen; de laatste waarneming in India dateert uit 2002. Om deze redenen staat deze soort als ernstig bedreigd ("kritiek") op de Rode Lijst van de IUCN. Verder staat de soort in de Bijlage I van het CITES-verdrag.
De soort wordt ook beschermd door deelverdragen van de Convention on the Conservation of Migratory Species of Wild Animals. Met 10 miljoen dollar subsidie van het United Nations Environment Programme is het Siberian Crane Wetland Project opgezet om te proberen de soort te redden. In een aantal verschillende landen zijn fokprogramma's gestart, en er zijn nu enkele honderden individuen in gevangenschap in deze broedcentra. Diergaarde Blijdorp in Rotterdam coördineert het European Endangered Species Programme (het Europese fokprogramma) van de Siberische witte kraanvogel.
In 2002 vloog de Italiaan Angelo d'Arrigo 5500 kilometer met een gemotoriseerde hangglider, van Noord-Siberië naar de Kaspische Zee, om aandacht te vragen voor de Siberische witte kraanvogel en te helpen om de soort te redden. Hierbij begeleidde hij een groep Siberische witte kraanvogels naar hun overwinteringsgebied. De vogels waren in gevangenschap geboren en beschouwden hem als hun ouder.